# Sphegina nitidifrons
Sphegina nitidifrons är en tvåvingeart som beskrevs av Stackelberg 1956. Sphegina nitidifrons ingår i släktet midjeblomflugor, och familjen blomflugor. Inga underarter finns listade i Catalogue of Life.